# Lijst van rijkskanseliers
Hieronder volgt een lijst van rijkskanseliers van het Duitse Keizerrijk, de Weimarrepubliek en het Derde Rijk. Zie ook Lijst van Duitse staatshoofden.
| Duitse Keizerrijk                           | Duitse Keizerrijk | Duitse Keizerrijk     | Duitse Keizerrijk |
| Naam                                        | Ambtsaanvaarding  | Eind van ambtstermijn |                   |
| ------------------------------------------- | ----------------- | --------------------- | ----------------- |
| Otto Fürst von Bismarck                     | 21 maart 1871     | 20 maart 1890         |                   |
| Leo Graf von Caprivi                        | 20 maart 1890     | 26 oktober 1894       |                   |
| Chlodwig Fürst zu Hohenlohe-Schillingsfürst | 29 oktober 1894   | 17 oktober 1900       |                   |
| Bernhard Fürst von Bülow                    | 17 oktober 1900   | 14 juli 1909          |                   |
| Theobald von Bethmann Hollweg               | 14 juli 1909      | 13 juli 1917          |                   |
| Georg Michaelis                             | 14 juli 1917      | 1 november 1917       |                   |
| Georg Graf von Hertling                     | 1 november 1917   | 30 september 1918     |                   |
| Erfgroothertog Max van Baden                | 3 oktober 1918    | 9 november 1918       |                   |

| Weimarrepubliek                                | Weimarrepubliek  | Weimarrepubliek       | Weimarrepubliek |
| Naam                                           | Ambtsaanvaarding | Eind van ambtstermijn | Partij          |
| Rijkskanselier                                 | Rijkskanselier   | Rijkskanselier        | Rijkskanselier  |
| ---------------------------------------------- | ---------------- | --------------------- | --------------- |
| Friedrich Ebert                                | 9 november 1918  | 10 november 1918      | SPD             |
| Voorzitter van de Raad van Volkscommissarissen |                  |                       |                 |
| Friedrich Ebert                                | 10 november 1918 | 13 februari 1919      | SPD             |
| Hugo Haase                                     | 10 november 1918 | 29 december 1918      | USPD            |
| Minister-president                             |                  |                       |                 |
| Philipp Scheidemann                            | 13 februari 1919 | 20 juni 1919          | SPD             |
| Gustav Bauer                                   | 21 juni 1919     | 14 augustus 1919      | SPD             |

| Rijkskanselier Reichskanzler Weimarrepubliek | Rijkskanselier Reichskanzler Weimarrepubliek | Rijkskanselier Reichskanzler Weimarrepubliek            | Ambtsperiode     | Ambtsperiode     | Partij(en) | Kabinet(en)                              | Verkiezing(en) |
| -------------------------------------------- | -------------------------------------------- | ------------------------------------------------------- | ---------------- | ---------------- | ---------- | ---------------------------------------- | -------------- |
|                                              | Gustav Bauer                                 | Gustav Bauer (1870–1944)                                | 14 augustus 1919 | 26 maart 1920    | SPD        | Bauer                                    | 1919           |
|                                              | Hermann Müller                               | Hermann Müller (1876–1931)                              | 27 maart 1920    | 21 juni 1920     | SPD        | Müller I                                 | 1919           |
|                                              | Constantin Fehrenbach                        | Constantin Fehrenbach (1852–1926)                       | 25 juni 1920     | 4 mei 1921       | DZ         | Fehrenbach                               | 1920           |
|                                              | Joseph Wirth                                 | Joseph Wirth (1879–1956)                                | 10 mei 1921      | 14 november 1922 | DZ         | Wirth I                                  | 1920           |
| Wirth II                                     | Joseph Wirth                                 | Joseph Wirth (1879–1956)                                | 10 mei 1921      | 14 november 1922 | DZ         |                                          | 1920           |
|                                              | Wilhelm Cuno                                 | Wilhelm Cuno (1876–1933)                                | 22 november 1922 | 12 augustus 1923 | O          | Cuno                                     | 1920           |
|                                              | Gustav Stresemann                            | Gustav Stresemann (1878–1929)                           | 13 augustus 1923 | 30 november 1923 | DVP        | Stresemann I                             | 1920           |
| Stresemann II                                | Gustav Stresemann                            | Gustav Stresemann (1878–1929)                           | 13 augustus 1923 | 30 november 1923 | DVP        |                                          | 1920           |
|                                              | Wilhelm Marx                                 | Wilhelm Marx (1863–1946)                                | 30 november 1923 | 15 januari 1925  | DZ         | Marx I                                   | 1920           |
| Marx II                                      | Wilhelm Marx                                 | Wilhelm Marx (1863–1946)                                | 30 november 1923 | 15 januari 1925  | DZ         | 1924 (1)                                 |                |
|                                              | Hans Luther                                  | Hans Luther (1879–1962)                                 | 15 januari 1925  | 12 mei 1926      | O          | Luther I                                 | 1924 (2)       |
| Luther II                                    | Hans Luther                                  | Hans Luther (1879–1962)                                 | 15 januari 1925  | 12 mei 1926      | O          |                                          | 1924 (2)       |
|                                              | Wilhelm Marx                                 | Wilhelm Marx (1863–1946)                                | 16 mei 1926      | 28 juni 1928     | DZ         | Marx III                                 | 1924 (2)       |
| Marx IV                                      | Wilhelm Marx                                 | Wilhelm Marx (1863–1946)                                | 16 mei 1926      | 28 juni 1928     | DZ         |                                          | 1924 (2)       |
|                                              | Hermann Müller                               | Hermann Müller (1876–1931)                              | 28 juni 1928     | 30 maart 1930    | SPD        | Müller II                                | 1928           |
|                                              | Heinrich Brüning                             | Heinrich Brüning (1885–1970)                            | 30 maart 1930    | 1 juni 1932      | DZ         | Brüning I                                | 1930           |
| Brüning II                                   | Heinrich Brüning                             | Heinrich Brüning (1885–1970)                            | 30 maart 1930    | 1 juni 1932      | DZ         |                                          | 1930           |
|                                              | Franz von Papen                              | Erbsälzer Franz von Papen (1879–1969)                   | 1 juni 1932      | 3 december 1932  | O          | Papen                                    | 1932 (1)       |
|                                              | Kurt von Schleicher                          | Generaal der Infanterie Kurt von Schleicher (1882–1934) | 3 december 1932  | 30 januari 1933  | O          | Schleicher                               | 1932 (2)       |
| Rijkskanselier Reichskanzler Nazi-Duitsland  | Rijkskanselier Reichskanzler Nazi-Duitsland  | Rijkskanselier Reichskanzler Nazi-Duitsland             | Ambtsperiode     | Ambtsperiode     | Partij(en) | Kabinet(en)                              | Verkiezing(en) |
|                                              | Adolf Hitler                                 | Führer Adolf Hitler (1889–1945)                         | 30 januari 1933  | 30 april 1945    | NSDAP      | Hitler                                   | 1933 (1)       |
| 1933 (2)                                     | Adolf Hitler                                 | Führer Adolf Hitler (1889–1945)                         | 30 januari 1933  | 30 april 1945    | NSDAP      | Hitler                                   |                |
| 1936                                         | Adolf Hitler                                 | Führer Adolf Hitler (1889–1945)                         | 30 januari 1933  | 30 april 1945    | NSDAP      | Hitler                                   |                |
| 1938                                         | Adolf Hitler                                 | Führer Adolf Hitler (1889–1945)                         | 30 januari 1933  | 30 april 1945    | NSDAP      | Hitler                                   |                |
|                                              | Joseph Goebbels                              | Reichsleiter Joseph Goebbels (1897–1945)                | 30 april 1945    | 1 mei 1945       | NSDAP      | Goebbels                                 |                |
|                                              | Lutz Schwerin von Krosigk                    | Graf Lutz Schwerin von Krosigk (1887–1977)              | 1 mei 1945       | 23 mei 1945      | NSDAP      | Schwerin von Krosigk (Flensburgregering) |                |